# Homatula variegatus
Homatula variegatus és una espècie de peix de la família dels balitòrids i de l'ordre dels cipriniformes.

## Morfologia
Fa 13,9 cm de llargària màxima.

## Hàbitat i distribució geogràfica
És un peix d'aigua dolça, demersal i de clima subtropical, el qual viu a la Xina: els rius Iang-Tsé, Nyang i Weihen.

## Vida en captivitat
Ha estat exportat amb destinació al mercat d'internacional de peixos d'aquari, tot i que no ha reeixit la seua reproducció en captivitat. Els seus requeriments inclouen un bon flux d'aigua constant, ja que necessita una gran aportació d'oxigen i pedres planes o pissarres per poder amagar-s'hi. L'aigua ha de tindre un pH d'entre 6,5 i 7, i una temperatura d'entre 21 i 25,5 °C.

## Observacions
És inofensiu per als humans.